# Казанкулак
Казанкулак (Казан-Кулак) — кутан Рутульского района Дагестана, расположенный в Бабаюртовском районе. Подчиняется Борчскому сельсовету. Как населённый пункт, хутор Казан-Кулак, был ликвидирован в 1939 году, а все население переселено в село Новая Надежда.

## Географическое положение
Расположен на территории Бабаюртовского района, в 29 км к юго-востоку от села Бабаюрт, на канале Казанкулак.

## Этимология
Носит название одного из ногайских родов, кочевавшего в данном районе.

## История
Хутор Казан-Кулак был основан в 1920 г. В 1929 году состоял из 45 хозяйств и входил в состав Хамза-Юртовского сельсовета Бабаюртовского района. На основании постановления СНК ДАССР от 14 августа 1939 г. «О сселении хуторских населённых пунктов колхозов Бабаюртовского района в их основные населённые пункты» все население хутора в количестве 35 хозяйств было переселено на центральную усадьбу колхоза имени Горбунова в село Новая Надежда. Позже земли хутора были переданы под зимние пастбища колхоза имени XX партсъезда Буйнакского района, а с 1963 года они перешли в пользование колхоза Рутульского района и в количестве 45 хозяйств было переселено из с.Борч и 10 хозяйств в кутан Хамзаюрт

## Население
В 1929 году на хуторе проживало 240 человек (124 мужчины и 116 женщин). По данным на начало 1939 года на хуторе проживало 143 человека, в том числе 66 мужчин и 77 женщин.
Национальный состав
По данным Всесоюзной переписи населения 1926 года:
| № | Национальность | Численность, чел. | Доля |
| - | -------------- | ----------------- | ---- |
| 1 | чеченцы        | 223               | 93 % |
| 2 | кумыки         | 17                | 7 %  |